# Utricularia pentadactyla
Utricularia pentadactyla — вид рослин із родини пухирникових (Lentibulariaceae).

## Біоморфологічна характеристика
Наземна трава. Ризоїди та столони капілярні, небагато. Листки зворотно-лопатоподібні, до 6 × ≈ 1 мм, 1-жилкові. Пастки численні на ризоїдах і листках, кулясті, 0.6–0.8 мм завдовжки; рот крайовий. Суцвіття прямовисне, 2–30 см завдовжки. Частки чашечки нерівні; верхня широко яйцеподібна, 1–1.6 мм завдовжки, від тупої до гоструватої; нижня менша, довгаста, виїмчаста. Віночок від блідо-лілового до білого з жовтою плямою на піднебінні, 3–15 мм завдовжки; верхня губа довгаста в 1.5–2.5 раза довша верхньої чашечкової частки; нижня губа кругла в обрисі, ± глибоко 5-лопатева; шпора шилоподібна, злегка вигнута, до 10 мм завдовжки. Коробочка куляста, 1.5–2 мм завдовжки. Насіння численне, дещо конічне, злегка кутасте.

## Середовище проживання
Зростає від центральної Ефіопії до півдня тропічної Африки: Зімбабве, Ефіопія, Південний Судан, ДР Конго, Бурунді, Уганда, Кенія, Танзанія, Малаві, Замбія, Ангола.
Цей вид росте як на вологих торф'яних пасовищах, так і на вологих скелях; на висотах 1500–2100 метрів.

## Використання
Вид культивується невеликою кількістю ентузіастів роду. Торгівля незначна.